# هیروتو ناکاگاوا (بازیکن فوتبال، زاده ۲۰۰۰)
هیروتو ناکاگاوا (ژاپنی: 中川 裕仁؛ زادهٔ ۲۵ مهٔ ۲۰۰۰) یک بازیکن فوتبال اهل ژاپن است.
از باشگاه‌هایی که در آن بازی کرده‌است می‌توان به باشگاه فوتبال اهیمه اشاره کرد.